# Mèo cây châu Mỹ
Mèo cây châu Mỹ (tên khoa học Herpailurus yagouaroundi), tên bản địa Jaguarundi/ˌdʒæɡwəˈrʌndi/, là một loài mèo hoang có nguồn gốc từ châu Mỹ. Phạm vi của nó kéo dài từ trung tâm Argentina ở phía nam đến biên giới Hoa Kỳ - Mexico ở phía bắc, qua Trung và Nam Mỹ ở phía đông dãy Andes. Mèo cây châu Mỹ là một loài mèo có thân hình mảnh mai cỡ trung bình. Màu sắc của nó đồng nhất, tương tự như loài họ hàng gần nhất của nó, báo sư tử lớn hơn nhiều, nhưng khác biệt đáng kể so với các loài mèo khác ở Tân thế giới, chẳng hạn như các loài mèo có đốm nhỏ trong chi Leopardus. Nó có thân hình thuôn dài, với đôi chân tương đối ngắn, đầu nhỏ và hẹp, tai nhỏ, tròn, mõm ngắn và đuôi dài, giống với các loài họ Chồn ở những khía cạnh này. Nó lớn gấp đôi một con mèo nhà, đạt gần 36 cm ở vai và nặng 3,5–7 kg. Nó có hai biến thể màu sắc - xám và đỏ.
Bí mật và cảnh giác, mèo cây châu Mỹ thường sống đơn độc hoặc tạo thành cặp trong tự nhiên, mặc dù các cá thể nuôi nhốt có tính chất hòa đồng hơn. Không giống như các loài mèo giao cảm khác như mèo gấm Ocelot, mèo cây châu Mỹ hoạt động nhiều hơn vào ban ngày và chủ yếu săn mồi vào ban ngày và buổi chiều. Các cá thể sống trong các phạm vi nhà lớn và phân bố thưa thớt trong một khu vực. Mèo cây châu Mỹ là loài leo trèo cừ khôi, nhưng thường thích săn mồi trên mặt đất. Nó ăn nhiều loại con mồi khác nhau, đặc biệt là chim ăn trên mặt đất, bò sát, động vật gặm nhấm và động vật có vú nhỏ. Giao phối diễn ra quanh năm, với các đỉnh điểm vào các thời điểm khác nhau trong năm trên phạm vi. Sau thời gian mang thai từ 70 đến 75 ngày, một lứa từ một đến bốn mèo con được sinh ra. Tuổi thọ lên đến 15 năm đã được ghi nhận trong điều kiện nuôi nhốt.
Mèo cây châu Mỹ sinh sống ở một loạt các môi trường sống khép kín cũng như mở, từ rừng mưa nhiệt đới và rừng rụng lá đến sa mạc và bụi gai. Nó khá phổ biến ở Brazil, Peru và Venezuela, nhưng có thể đã bị loại bỏ ở Mỹ. Nó được đánh giá là loài ít quan tâm trong sách đỏ IUCN, nhưng quần thể đang suy giảm ở nhiều nơi trong phạm vi của nó do mất và chia cắt môi trường sống cũng như việc bị áp bức do giết gia cầm.

## Phân loại
Năm 1803 Étienne Geoffroy Saint-Hilaire đã mô tả hai bộ da và hộp sọ của mèo cây châu Mỹ từ các địa điểm không xác định ở Trung Mỹ và đề xuất tên khoa học Felis yagouarundi. Trong thế kỷ 19 và 20, một số mẫu vật động vật học đã được mô tả.

## Phát sinh và tiến hóa
Mèo cây châu Mỹ có sự liên quan chặt chẽ nhất với báo sư tử; nhóm này là loài chị em của báo săn. Ba loài này bao gồm chi Puma, một trong tám chi của họ Felidae. Nhóm chị em của chi Puma là một nhóm gồm những loài mèo nhỏ ở Cựu thế giới bao gồm các chi Felis, Otocolobus và Prionailurus.
Ba loài thuộc chi Puma có thể có tổ tiên chung trong thế Miocen, khoảng 8,25 triệu năm trước. Acinonyx có thể chuyển hướng từ dòng này ở châu Mỹ; một số người cho rằng loài báo đó đã phân kỳ trong Thế giới cũ.
Chi Puma dường như đã di cư từ châu Á đến Bắc Mỹ sau khi vượt qua eo biển Bering, đến Nam Mỹ qua eo đất Panama. Hóa thạch lâu đời nhất của loài mèo cây hiện đại có nguồn gốc từ Pleistocen muộn ở Brazil khoảng 0,5 triệu năm trước. Các báo sư tử gốc ở Bắc Mỹ đã bị tuyệt chủng trong thời kỳ tuyệt chủng của Pleistocen khoảng 10.000 năm trước; Bắc Mỹ sau đó được tái tổ hợp bởi các loài báo sư tử Nam Mỹ và mèo cây từ 10.000–8.000 năm trước. Chi Miracinonyx đã tuyệt chủng ở Bắc Mỹ là một thành viên khác của dòng giống này.

## Đặc điểm
Mèo cây châu Mỹ là một loài mèo có kích thước trung bình với dáng mình mảnh khảnh và màu sắc đồng đều khác biệt đáng kể so với những loài mèo Trung, Nam Mỹ khác như loài mèo nhỏ có đốm trong chi Leopardus – về hình dáng bên ngoài. Điều này là do mèo cây châu Mỹ có 38 nhiễm sắc thể, không giống như 36 ở những loài mèo nhỏ khác ở Nam Mỹ và đặc điểm nhiễm sắc thể giống với những loài mèo ở Cựu thế giới như mèo báo (Prionailurus bengalensis). Trên thực tế, loài mèo cây này có một số đặc điểm giống rái cá và chồn: nó có thân hình thon dài với đôi chân tương đối ngắn, đầu nhỏ, hẹp, tai tròn, nhỏ, mõm ngắn và đuôi dài. Chiều dài đầu và thân là từ 53 đến 77 cm; cái đuôi vạm vỡ, mạnh mẽ dài 31 – 52 cm. Lớn gấp đôi loài mèo nhà, mèo cây châu Mỹ đạt gần ở vai và nặng 3,5 – 7 kg, mặc dù những cá thể lớn hơn nặng khoảng 9 kg đã được báo cáo. Con đực lớn hơn con cái một chút.
Bộ lông có màu đồng nhất với nhiều nhất một vài vết mờ trên mặt và bụng, mặc dù mèo con được phát hiện trong một thời gian ngắn. Các vết đen và trắng trên môi và mõm, tương tự như của loài báo sư tử, có thể thấy rõ ở mèo con và một số con trưởng thành. Hai hình thái màu sắc được biết đến (mặc dù cũng có thể nhìn thấy các sắc thái trung gian) xám (lông màu đen đến xám nâu với vẻ ngoài nhăn nheo do các vòng sáng và tối trên từng sợi lông) và đỏ; trước đó những hình thái này được coi là hai loài khác nhau. Các cá thể của cả hai màu có thể được sinh ra trong cùng một lứa.

## Tập tính

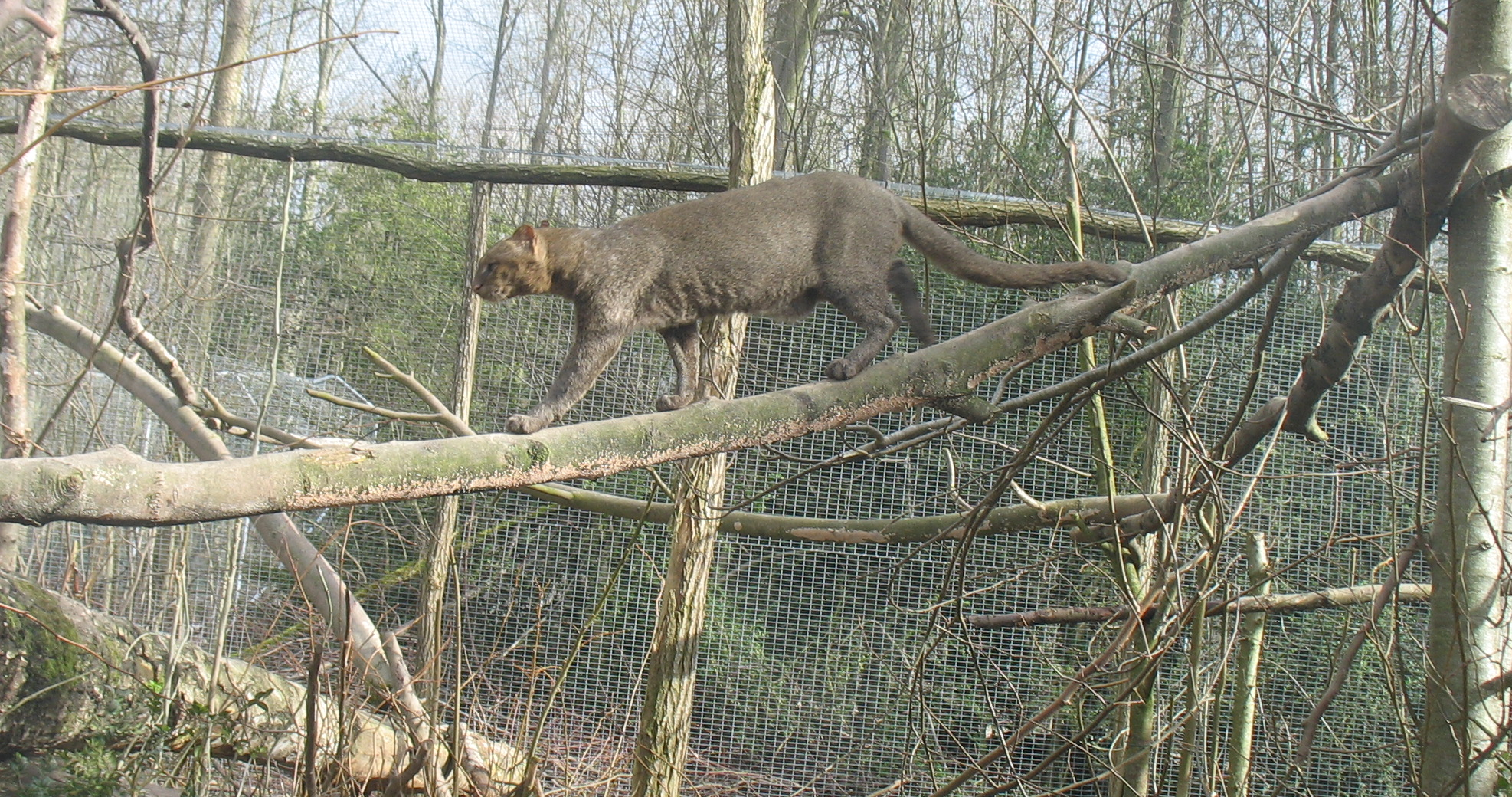
Mèo cây châu Mỹ có khả năng leo trèo tốt và thường đi lại trên cành cây.

Mèo cây châu Mỹ rất nhút nhát và sống ẩn dật, và dường như rất thận trọng với bẫy. Chỉ có một vài nghiên cứu từ xa về loài mèo này ở Belize, Brazil và Mexico. Mặc dù hoạt động đã được quan sát suốt cả ngày và đêm, mèo cây dường như thích đi săn vào ban ngày và buổi tối; chẳng hạn, một nghiên cứu ở Belize báo cáo rằng báo đốm bắt đầu di chuyển trước bình minh và vẫn hoạt động suốt phần lớn thời gian trong ngày cho đến khi mặt trời lặn với đỉnh điểm săn bắn từ sáng đến trưa. Loài báo đốm có thể bơi qua những con sông cỡ trung bình; một cá thể ở Bolivia đã bơi qua sông Tuichi. Mèo cây châu Mỹ là những nhà leo núi cự phách, nhưng săn bắn chủ yếu trên mặt đất; màu lông hoạt động như một sự ngụy trang tốt cho hoạt động trên mặt đất. Chúng có thể nhảy cao tới 2 m (6,6 ft) lên không trung để bắt chim.
Các nghiên cứu chủ yếu cho thấy mèo cây châu Mỹ sống một mình hoặc theo cặp; cặp có thể được hình thành giữa mẹ và mèo con lớn tuổi hoặc giữa các cá thể khác giới trong mùa giao phối.

### Chế độ ăn

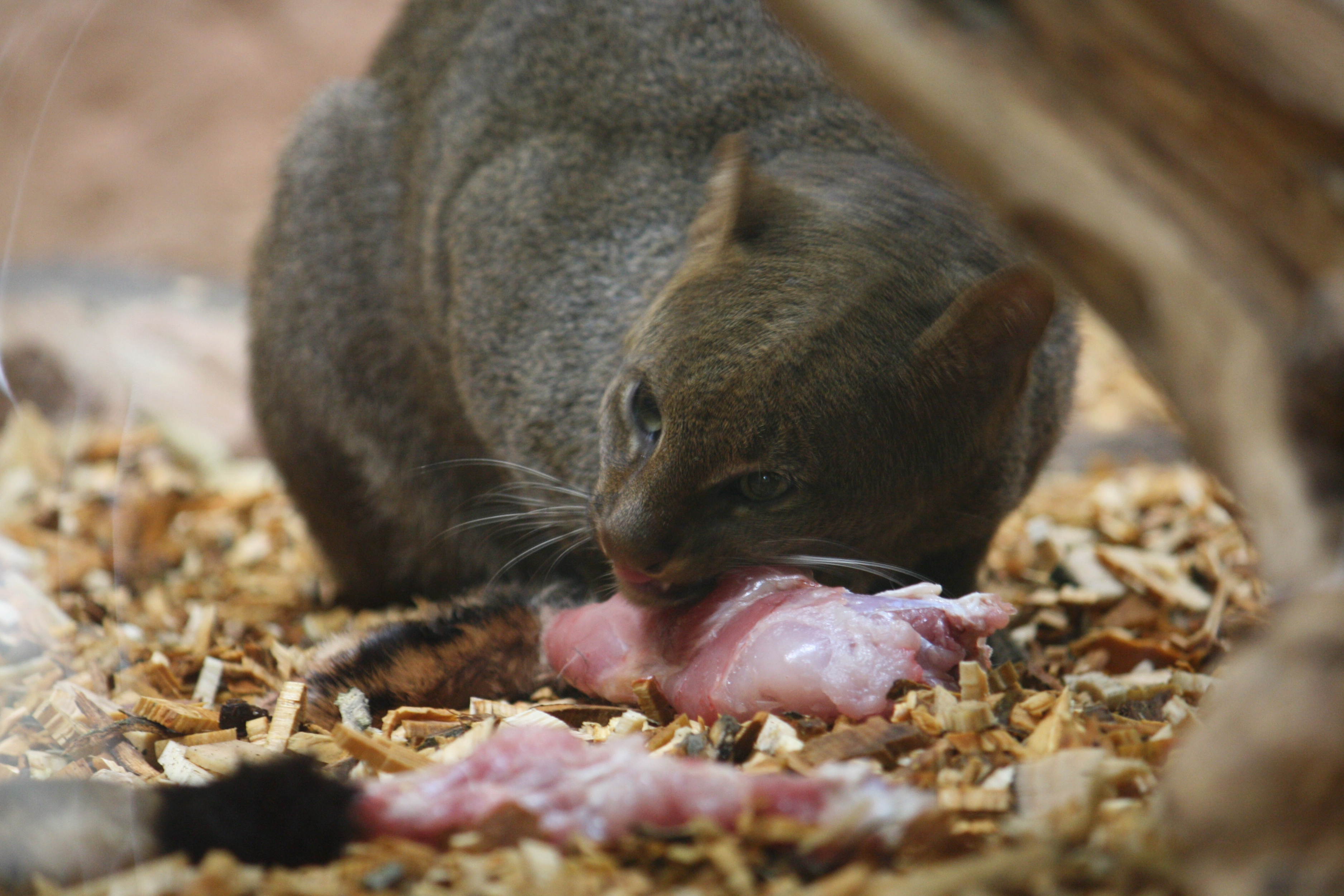
Một con mèo cây đang ăn

Mèo cây châu Mỹ thường ăn những con mồi có kích thước nhỏ, nặng dưới 1 kg (2,2 lb), bao gồm các loài chim kiếm ăn trên mặt đất, bò sát, động vật gặm nhấm và động vật có vú nhỏ. Chúng cũng sẽ bắt những con mồi lớn hơn như gia cầm, cá, thỏ và chồn opossum; một nghiên cứu đã cho thấy mèo cây ăn cả nai nhỏ. Thảm thực vật như cỏ cũng đã được quan sát trong chế độ ăn uống của chúng. Loài mèo này có xu hướng ăn con mồi dồi dào và dễ bắt nhất trong khu vực.

### Sinh sản
Mèo cây châu Mỹ giao phối quanh năm, với các đỉnh ở các thời điểm khác nhau trong năm trên phạm vi; ví dụ, ở Mexico loài này sinh sản chủ yếu vào tháng Giêng và tháng Ba. Sự giao phối kéo dài từ ba đến năm ngày, được đánh dấu bởi con cái thường xuyên lăn lên lưng và phun nước tiểu. Những con đực trưởng thành về mặt tình dục sẽ theo đuổi con cái, không phản ứng với bất kỳ hành vi hung hăng nào từ phía con cái. Giống như ở nhiều con khác, con đực cắn lông trên cổ con cái khi gắn; con cái phát ra một tiếng hét lớn khi thâm nhập.
Sau một thời gian mang thai từ 70 đến 75 ngày, một lứa từ một đến bốn chú mèo con được sinh ra trong một hang được xây dựng trong một bụi cây rậm rạp, cây rỗng hoặc vỏ tương tự. Những chú mèo con được bao phủ tốt bằng lông và mặt dưới được đánh dấu bằng những đốm, chúng biến mất khi chúng già đi; màu lông dần thay đổi khi mèo con lớn lên. Người mẹ bắt đầu mang thức ăn đặc cho mèo con khi chúng được khoảng ba tuần tuổi, nhưng chúng chỉ đơn giản là chơi với nó cho đến khi người mẹ cuối cùng ăn nó. Mèo con có khả năng lấy thức ăn rắn như chim và chuột lang vào khoảng sáu tuần. Mèo cây trở nên trưởng thành về mặt tình dục khi lên một hoặc ba tuổi. Tuổi thọ lên đến 15 năm đã được ghi nhận trong điều kiện nuôi nhốt.

## Phân bố và sinh cảnh
Loài mèo cây này sống ở nhiều môi trường sống khác nhau từ rừng mưa nhiệt đới và rừng rụng lá đến sa mạc và bụi gai. Nó cũng có thể được tìm thấy trong các khu rừng trên mây, rừng ngập mặn và thảo nguyên. Chúng có xu hướng ở gần một nguồn nước chảy. Loài mèo cây được chú ý vì khả năng chống lại các xáo trộn môi trường trong môi trường sống của nó; nó có thể phát triển mạnh ở những khu vực có cây cối được trồng lại. Trong khi thường sống ở độ cao từ vùng thấp đến 2.000 m (6.600 ft) so với mực nước biển, loài mèo này đã được báo cáo ở độ cao cao tới 3.200 m (10.500 ft) ở Colombia.
Sự phân bố kéo dài từ miền trung Argentina ở phía nam đến biên giới Hoa Kỳ - Mexico ở phía bắc, qua Trung và Nam Mỹ về phía đông của dãy núi Andes. Tuy nhiên, không phải tất cả các phần trong phạm vi của nó đã được nghiên cứu tốt. Loài mèo này khá phổ biến ở Brazil, Peru và Venezuela. Nó có khả năng đã bị tuyệt chủng ở Mỹ; một nghiên cứu năm 1999 bác bỏ tuyên bố về việc nhìn thấy loài này ở Arizona. Lần nhìn thấy cuối cùng được xác nhận ở Mỹ có lẽ là của một cá thể bị giết chết gần Brownsville (Texas) vào năm 1986.
Loài này cũng đã được ghi nhận từ Cerro Largo ở Uruguay, nơi mà sự hiện diện của nó không thực sự chắc chắn.

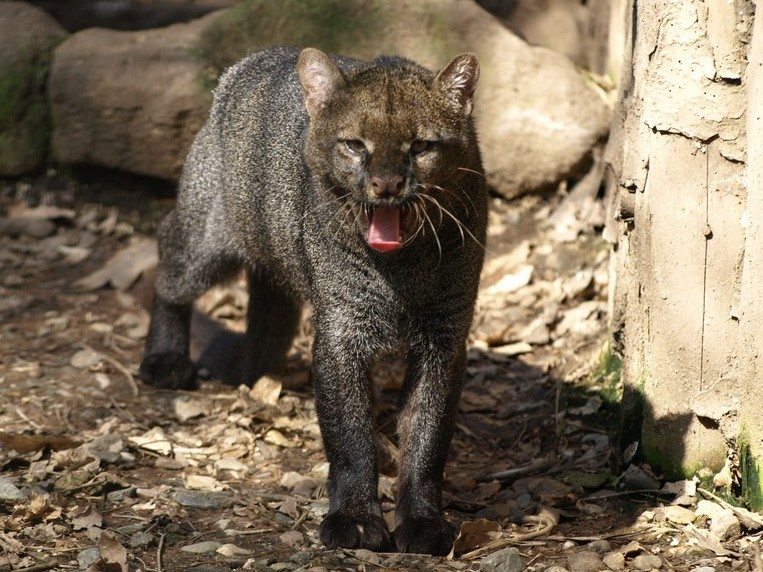
Trong sở thú Děčín, Cộng hòa Séc

## Các mối đe doạ và bảo tồn
Loài mèo này đã được liệt kê ở mục Ít quan tâm nhất trong Danh sách đỏ của IUCN kể từ năm 2002. Những cá thể ở Mexico, ngoại trừ những con ở phía đông bắc, dường như ổn định. Các khu vực được bảo vệ khổng lồ trong lưu vực sông Amazon có lẽ là đơn vị bảo tồn duy nhất có thể duy trì số cá thể khả thi lâu dài. Những người đánh giá Danh sách đỏ của IUCN lưu ý rằng nó nên được liệt kê là Gần bị đe dọa, nhưng dữ liệu không đủ để mở rộng phân loại này trong phạm vi của mèo cây châu Mỹ.
Mèo cây châu Mỹ không bị săn bắn nhiều vì bộ lông của nó do chất lượng kém và giá trị thấp, nhưng đang bị suy giảm do mất môi trường sống. Các mối đe dọa khác bao gồm nguy cơ phân mảnh môi trường sống và săn bắn do giết gia cầm. Săn mèo cây bị hạn chế ở Peru và bị cấm ở Argentina, Belize, Brazil, Bolivia, Colombia, Costa Rica, Guiana thuộc Pháp, Guatemala, Honduras, Mexico, Panama, Paraguay, Suriname, Uruguay, Mỹ và Venezuela.